# Гімельфарб Євген Юзефович
Євге́н Ю́зефович Гімельфа́рб (нар. 17 лютого 1942, Свердловськ, РРФСР) — український театральний режисер, поет, головний режисер Одеського обласного театру ляльок (від 2002 року); заслужений діяч мистецтв України.

## Життєпис
Народився 17 лютого 1942 року в місті Свердловськ, де перебувала в евакуації його мати, уроджена одеситка. Батько, Юзеф Аронович Гімельфарб, був головним режисером і засновником Одеського обласного театру ляльок.
В 1966 році закінчив Одеське театральне художньо-технічне училище. Починаючи з 1970 року працював актором і режисером. Як режисер лялькового театру в 1975 році закінчив перший режисерський курс кафедри театру ляльок Харківського інституту мистецтв під керівництвом Народного артиста України В. А. Афанасьєва. В тому ж інституті в 1992–1999 роках викладав на кафедрі майстерності актора та режисури театру анімації.
У 1975–1977 роках працював режисером Одеського обласного театру ляльок.
Під кінець навчання на режисера отримав запрошення в Одесу, в театр ляльок, де головним режисером працював його батько. Була негласна домовленість: батько буде працювати стільки, скільки зможе фізично, а Євген Юзефович буде йому допомагати. З часом його справа мала перейти до рук сина. Директору, яка пішла стверджувати кандидатуру Гімельфарба до вищестоящих органів, сказали, що вона неправильно розуміє кадрову національну політику. Отримавши відмову, режисер поїхав до Сибіру – там йому запропонували місце головного режисера.
З 1977 по 1987 рік очолював Алтайський крайовий театр ляльок. Дев'ять років відпрацював в Барнаулі. Актори працювали в Магнітогорську, Челябінську, Свердловську, Барнаулі – за Уралом. За словами самого режисера, радянська влада не давала трупі виступати до Уралу. У 1980-му році на фестивалі в Польщі, в Бельсько-Бяла трупа Євгена Гімельфарба з постановкою «Дванадцять місяців» представляла СРСР.
З 1987 по 1991 рік обіймав посаду художнього керівника Ярославського театру ляльок.
У 1991–2002 роках був головним режисером Харківського державного академічного театру ляльок імені В. А. Афанасьєва, з 2000-го – доцент кафедри театру ляльок Харківського інституту мистецтв.
У 2002-му повернувся в Одесу на посаду головного режисера Одеського обласного театру ляльок. Зараз викладає в Одеському театрально-художньому училищі.
Персональний член UNIMA з 1997 року.
За свою творчу кар'єру здійснив постановку понад 90 вистав у лялькових театрах України, Росії, Угорщини, США та інших країн.

## Робота в театрі

### Актор
- «Чортів млин» І. Штока (за мотивами казки Яна Дрди) – Люціус, Сольфернус, Ісидор;
- «Божественна комедія» І. Штока – Ангел Де;
- 1972 — «Чарівна Галатея» Б. Гадора, С. Дарваша; реж. Віктор Афанасьєв — Ганімед /  Аполлон / ведучий

### Режисер
- «Веселі ведмежата» М. Поліванової (1974);
- «Точка зору» В. Шукшина (1977);
- «Тіль» Г. Горіна (1982);
- «Шинель» М. Гоголя (1984);
- «Дванадцять місяців» С. Маршака (1980);
- «Казка про золоту рибку» О. Пушкіна (1988);
- «Лелека і Пугало» Л. Лопейської та Т. Корчулової (1991);
- «Казки Андерсена» В. Данилевича (1992);
- «Декамерон» за мотивами Дж. Боккаччо (1992);
- «Майстер і Маргарита» М. Булгакова (1996);
- «Кохання дона Перлімпліна» Ф. Гарсіа Лоркі (1997);
- «У гостях у дідуся Корнея» Н. Бурої (2000).

## Нагороди
- Звання "Заслужений діяч мистецтв України" (1999).

## Джерело
- Наш театр [Архівовано 4 березня 2016 у Wayback Machine.]
- Одеське театрально-художнє училище. Особистості: Біографічний словник/Букач В. М. . – Одеса: КЦВ, 2025. – С. 38.